# ФК Севиља
Фудбалски клуб Севиља (шп. Sevilla Fútbol Club) јесте шпански професионални фудбалски клуб из истоименог града. Тренутно се такмичи у Првој лиги Шпаније и домаће утакмице игра на стадиону Рамон Санчез Писхуан. Основан је 14. октобра 1905.

## Историја
ФК Севиља је основан 14. октобра 1905. године у истоименом граду у Андалузији.

## Успеси

### Национални
- Прва лига Шпаније

Првак (1) : 1945/46.
Вицепрвак (4) : 1939/40, 1942/43, 1950/51, 1956/57.
- Друга лига Шпаније

Првак (4) : 1929. (без пласмана у Примеру), 1933/34, 1968/69, 2000/01.
Вицепрвак (1) : 1930/31. (без пласмана у Примеру)
- Куп Шпаније

Освајач (5) : 1935, 1939, 1947/48, 2006/07, 2009/10.
Финалиста (4) : 1955, 1961/62, 2015/16, 2017/18.
- Суперкуп Шпаније

Освајач (1) : 2007.
Финалиста (3) : 2010, 2016, 2018.
- Куп Ева Дуарте (претходник Суперкупа Шпаније)

Финалиста (1) : 1948.

### Међународни
- Куп УЕФА / Лига Европе

Освајач (7–рекорд) : 2005/06, 2006/07, 2013/14, 2014/15, 2015/16, 2019/20, 2022/23.
- УЕФА суперкуп

Освајач (1) : 2006.
Финалиста (6) : 2007, 2014, 2015, 2016, 2020, 2023.

## Тренутни састав
Ажурирано 20. фебруара 2020.
| Бр. |             | Позиција | Играч                               |
| --- | ----------- | -------- | ----------------------------------- |
| 1   | Чешка       | Г        | Томаш Вацлик                        |
| 3   | Шпанија     | О        | Серхи Гомез                         |
| 5   | Аргентина   | С        | Лукас Окампос                       |
| 7   | Португалија | С        | Рони Лопес                          |
| 8   | Шпанија     | Н        | Нолито                              |
| 10  | Аргентина   | С        | Евер Банега (3. капитен)            |
| 11  | Шпанија     | Н        | Мунир ел Хадади                     |
| 12  | Француска   | О        | Жил Кунде                           |
| 13  | Мароко      | Г        | Јасин Буну (на позајмици из Ђирона) |
| 14  | Шпанија     | С        | Сусо (на позајмици из Милана)       |
| 15  | Мароко      | Н        | Јусеф ен Несири                     |

| Бр. |           | Позиција | Играч                                         |
| --- | --------- | -------- | --------------------------------------------- |
| 16  | Шпанија   | О        | Хесус Навас (капитен)                         |
| 17  | Србија    | С        | Немања Гудељ                                  |
| 18  | Шпанија   | О        | Серхио Ескудеро (заменик капитена)            |
| 19  | Холандија | Н        | Лук де Јонг                                   |
| 20  | Бразил    | О        | Дијего Карлос                                 |
| 21  | Шпанија   | С        | Оливер Торес                                  |
| 22  | Аргентина | С        | Франко Васкез                                 |
| 23  | Шпанија   | О        | Серхио Регилон (на позајмици из Реал Мадрида) |
| 24  | Шпанија   | С        | Жуан Жордан                                   |
| 25  | Бразил    | С        | Фернандо                                      |
| 31  | Шпанија   | Г        | Хави Дијаз                                    |